# Risoluzione 354 del Consiglio di sicurezza delle Nazioni Unite
La risoluzione 354 del Consiglio di sicurezza delle Nazioni Unite, adottata all'unanimità il 23 luglio 1974, ha riaffermato brevemente le disposizioni della risoluzione 353 e ha chiesto a tutte le parti in conflitto a Cipro di conformarsi immediatamente alla risoluzione 353 e di cessare il fuoco. La risoluzione 354 ha inoltre chiesto a tutti gli Stati di astenersi da qualsiasi azione che avesse potuto aggravare ulteriormente la situazione.